# Sokushinbutsu

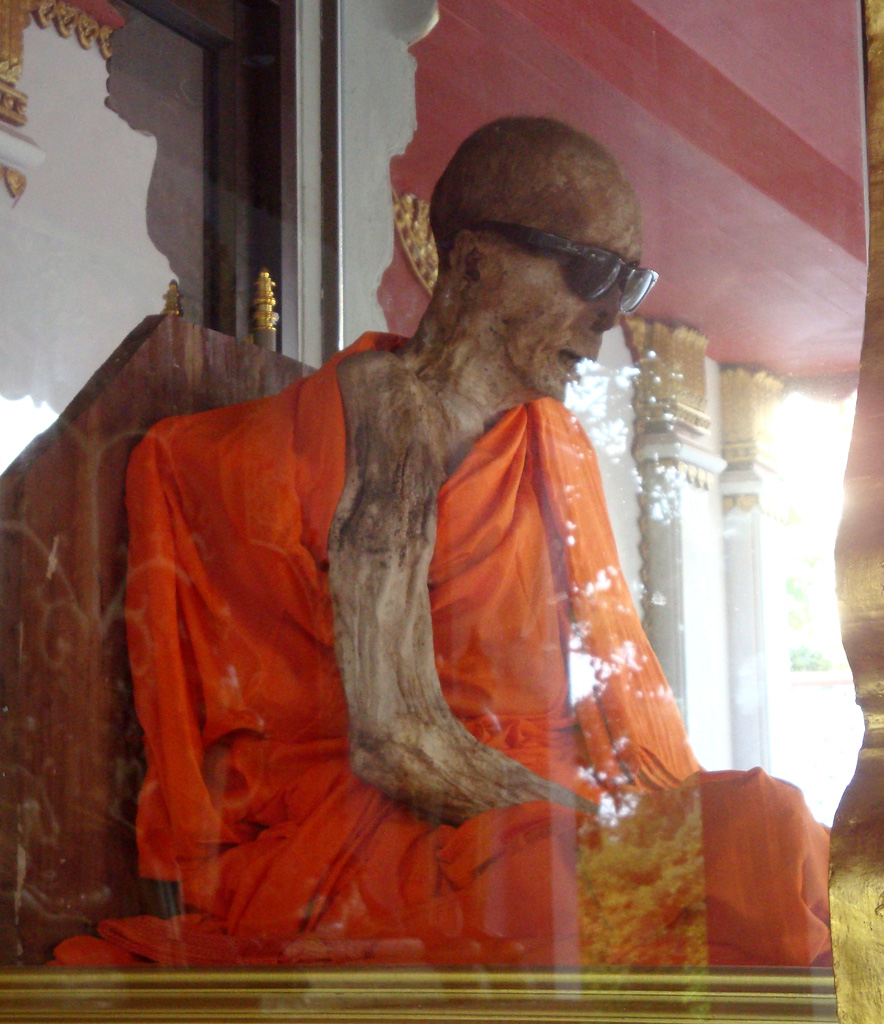
Luang Pho Daeng, sokushinbutsu de moine bouddhiste, à Ko Samui, au sud de la Thaïlande.

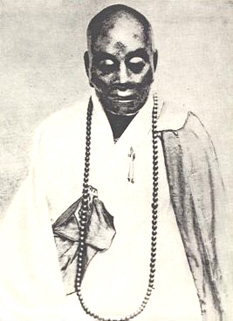
Sokushinbutsu (momie) de Huineng, à Shaoguan (Guangdong) en Chine.

 (novembre 2018).
Si vous disposez d'ouvrages ou d'articles de référence ou si vous connaissez des sites web de qualité traitant du thème abordé ici, merci de compléter l'article en donnant les références utiles à sa vérifiabilité et en les liant à la section « Notes et références ».
Sokushinbutsu (即身仏) désigne une pratique de moines observant une ascèse extrême et permettant à leur corps de ne pas connaître de putréfaction. Cette momification du vivant du pratiquant devient la preuve de sa foi et de la force de sa pratique, le moine est considéré comme étant devenu « Bouddha en ce corps ».  On trouve de ces momies dans de nombreux pays bouddhistes, et plus spécifiquement au Japon.

## Histoire
Le concept de sokushinbutsu popularisé par Kūkai (Kōbō-Daishi), fondateur du bouddhisme Shingon, signifie devenir bouddha en une vie, en ce corps. Kukai entra dans une grotte du mont Kōya pour méditer. Ses disciples s'apercevant que, malgré son trépas, son corps ne s'était pas décomposé, naquit la légende que le Saint-homme restait en samadhi pour attendre la venue du bouddha Maitreya. 
Par la suite, ce terme en est venu à désigner des moines japonais se momifiant volontairement par un processus naturel. Durant un premier cycle, le moine ne se nourrit que de quelques racines ou d'aiguilles de pin qui occasionnent une déperdition de graisse, puis une perte de la peau et un assèchement du corps permettant de le préserver après la mort. Le but de cette pratique est d'arriver à l'illumination et de « devenir bouddha » (成仏, jōbutsu).
Au Japon c'est dans la préfecture de Niigata, sur le mont Yahiko au temple Saijo-ji, que se trouve la plus ancienne momie résultant d'une pratique de sokushinbutsu (1363). La légende dorée de ce moine, nommé Kochi-hoin, a d'ailleurs fait l'objet d'une pièce de marionnettes traditionnelles (bunraku) intitulée Kochi-hoin godenki. Des momies de sokushinbutsu sont exposées dans certains temples et sont vénérées par certains.
Au Japon, on dénombre dix-huit cas de momifications, essentiellement dans les régions montagneuses au nord de l’île de Honshu, dans les préfectures de Yamagata (huit) et Niigata (quatre).
Dans la région de Yamagata, autour du mont Yudono, les moines qui passaient par ce processus de sokushinbutsu étaient appelés isse gyōnin (一世行人, ascètes de toute une vie). Ils étaient des pratiquants de bas rang venus d'autres régions. La secte Shingon les envoyait initialement là pour qu'ils se développent spirituellement, avant de partir en mission dans le pays pour concurrencer l'école Tendai. Ils vivaient dans la petite vallée de Senninzawa (湯殿山), où ils passaient 1 000 jours, selon la tradition.
En 1879, l'empereur Meiji interdit cette pratique et, depuis lors, le suicide assisté, y compris le suicide religieux, est illégal.

## Processus
Selon les croyances, le processus de momification de sokushinbutsu commencerait durant la vie du moine et non pas après sa mort, comme il est coutume dans d'autres cultures. En effet, les moines prépareraient eux-mêmes leur corps durant plusieurs années grâce à un régime alimentaire strict. Cela passerait notamment par l'absence d'assimilation de céréales, une alimentation très réduite à base d'écorces et de baies, puis l'ingestion d'une infusion à base de laque pour provoquer des vomissements, évacuer l'eau du corps et le rendre imputrescible.
D'après la tradition, au terme de leur pratique ascétique extrême, ils entraient vivants dans un cercueil avant d'être enterrés, une pratique appelée dochū nȳūjō (土中入定), bien qu'aucun document de l'époque ne confirme cette pratique. Ils étaient sortis de leur cercueil trois ans et trois mois plus tard, devenant ainsi sokushinbutsu. La momification n'était cependant pas complètement naturelle : un traitement de déshydratation était effectué après leur mort.
Une étude menée pendant les années 1960 par la faculté de médecine de l'Université de Niigata a déterminé qu'il y a en fait momification artificielle après la mort de la personne.